# 多特蒙德老市政厅
多特蒙德老市政厅（Altes Stadthaus）是德国北莱茵-威斯特法伦州多特蒙德的市政府所在地，建于 1899 年，由来自柏林的“建筑大师”  弗里德里希·库尔里希设计， 采用新文艺复兴建筑风格。立面用红色砂岩建造，山墙顶端是城徽（鹰）。办公大楼在第二次世界大战中遭到严重破坏后，以简化的形式重建。2002 年在和平广场的正对面新建了贝尔斯沃特 大厅，以多特蒙德古老的贝尔斯沃特家族命名 。该建筑已列入多特蒙德保护文物名录。  